# Abraham des Grottes de Kiev
Abraham des Grottes de Kiev ou Abraham le laborieux (Трудолюбивый) fut moine sur le site de Kievo-Petchersk en Ukraine de la seconde moitié du XIIIe au début du XIVe siècle. Son corps repose dans une grotte. Il a été canonisé par l’Église Orthodoxe et est fêté le 21 août. Il est aussi commémoré les 21 avril et 28 septembre dans le calendrier julien. Son culte local a commencé après que le métropolite Pierre a instauré la célébration des pères de Kievo-Petchersk en 1643. Dans la seconde moitié du XVIIIe siècle, il s'est trouvé au nombre des saints de Kiev inclus dans le calendrier et son culte s'est étendu à l'ensemble de l’Église orthodoxe.